# Eilífur
Eilífur är ett berg i republiken Island. Det ligger i regionen Norðurland eystra, 300 km nordost om huvudstaden Reykjavík. Toppen på Eilífur är 698 meter över havet.
Trakten runt Eilífur är nära nog obefolkad, med mindre än två invånare per kvadratkilometer. Det finns inga samhällen i närheten. Trakten runt Eilífur består i huvudsak av gräsmarker.